# 龙山街道 (朝阳市)
龙山街道，是中华人民共和国辽宁省朝阳市双塔区下辖的一个乡镇级行政单位。

## 行政区划
龙山街道下辖以下地区：
龙山社区、风鸣社区、机场社区、玫瑰社区、水利社区、怡盛园社区、中山村、哨口村和马场村。